# Kakalachinte, Chik Ballapur
Kakalachinte là một làng thuộc tehsil Chik Ballapur, huyện Kolar, bang Karnataka, Ấn Độ.